# Episodi di Lassie (serie televisiva 1989) (seconda stagione)
La seconda stagione della serie televisiva Lassie è stata trasmessa in anteprima negli Stati Uniti d'America in syndication tra il 7 settembre 1991 e il 7 marzo 1992.
| nº | Titolo originale           | Titolo italiano | Prima TV USA      | Prima TV Italia |
| -- | -------------------------- | --------------- | ----------------- | --------------- |
| 1  | No Pets Allowed            |                 | 7 settembre 1991  |                 |
| 2  | Best of Show               |                 | 10 settembre 1991 |                 |
| 3  | On the Beach               |                 | 17 settembre 1991 |                 |
| 4  | Leeds, the Judge           |                 | 21 settembre 1991 |                 |
| 5  | The Gathering of the Clans |                 | 28 settembre 1991 |                 |
| 6  | The Stranger               |                 | 5 ottobre 1991    |                 |
| 7  | Kitty Saver                |                 | 12 ottobre 1991   |                 |
| 8  | Slumber Party              |                 | 17 ottobre 1991   |                 |
| 9  | The Amazing Lassie         |                 | 25 ottobre 1991   |                 |
| 10 | The Cave                   |                 | 2 novembre 1991   |                 |
| 11 | Lassie P.I.                |                 | 9 novembre 1991   |                 |
| 12 | Hit and Run                |                 | 23 novembre 1991  |                 |
| 13 | Nikki's Family             |                 | 7 dicembre 1991   |                 |
| 14 | Dog Day Afternoon          |                 | 11 dicembre 1991  |                 |
| 15 | The Represa                |                 | 21 dicembre 1991  |                 |
| 16 | The Commercial             |                 | 4 gennaio 1992    |                 |
| 17 | Fallen Idol                |                 | 11 gennaio 1992   |                 |
| 18 | Punch Drunk                |                 | 18 gennaio 1992   |                 |
| 19 | A Rabbit's Tale            |                 | 1º febbraio 1992  |                 |
| 20 | A Will and a Way           |                 | 15 febbraio 1992  |                 |
| 21 | Hostage: A Dog's Life      |                 | 22 febbraio 1992  |                 |
| 22 | Twin Pekes (Aka Justice)   |                 | 29 febbraio 1991  |                 |
| 23 | The Computer Study         |                 | 7 marzo 1992      |                 |